# USS Missouri (BB 63)
A USS Missouri (BB-63) Az Amerikai Egyesült Államok Haditengerészete harmadik Iowa osztályú csatahajója. Ma múzeumhajóként üzemel.

## Története
1944-ben készült el. Részt vesz a második világháborúban, a Csendes-óceánon a Ten-gó hadműveletben. 1945. szeptember másodikán a Tokiói-öbölben Douglas MacArthur és Chester Nimitz jelenlétében a hajón írta alá Sigemicu Mamoru külügyminiszter a japán kormány és a Japán Birodalom feltétel nélküli kapitulációját. 
 1946-ban a még 1944-ben elhunyt, és az Arlingtoni Nemzeti Temetőben eltemetett washingtoni török nagykövet, Münir Ertegün (Ahmet Ertegün apja) földi maradványait szállították vele vissza Törökországba, ahol TCG Yavuz, a török hadihajóként szolgáló egykori német SMS Goeben vette át a holttestet. A hajó szolgált a koreai háborúban is, majd leszerelték. 1983-ban korszerűsítették, felszerelték BGM–109 Tomahawk robotrepülőgépekkel, és újra csatarendbe állt. Részt vett az öbölháborúban is. 1998-ban másodszorra is kivonták a hadrendből, ma Oahu szigetén, Honoluluban áll, mint múzeumhajó.

## Filmes megjelenése
A Missouri szerepelt az Úszó erőd és a Csatahajó című filmekben, valamint Cher If I Could Turn Back Time című videóklipjében is.